# موندیکور
موندی‌کورت (به فرانسوی: Mondicourt) یک کمون در فرانسه است که در پا-دو-کاله واقع شده‌است. موندی‌کورت ۵٫۰۶ کیلومتر مربع مساحت دارد و ۱۶۲ متر بالاتر از سطح دریا واقع شده‌است.